# Farranula carinata
Farranula carinata är en kräftdjursart som först beskrevs av Giesbrecht 1891.  Farranula carinata ingår i släktet Farranula och familjen Corycaeidae. Inga underarter finns listade i Catalogue of Life.